# Calcio in carrozzina
Il calcio in carrozzina (in inglese: Powerchair Football) è uno sport per persone con disabilità dove si utilizzano sedie a rotelle a motore elettrico.
Si gioca in una palestra su campo regolare di pallacanestro.

## Le squadre e l'attrezzatura per il gioco
Le squadre sono due, formate da quattro giocatori. Le carrozzine sono dotate di protezioni ai piedi con cui è possibile attaccare, difendere e calciare un pallone che può avere un diametro massimo di 33 cm.
L'obiettivo, come nel calcio tradizionale, è segnare il maggior numero di reti.

## Storia
Le prime partite si disputano in Francia negli anni settanta e successivamente la specialità si diffonde in Europa (Belgio, Portogallo, Danimarca e Inghilterra). Nel 1982 un gruppo di atleti di Vancouver sperimenta una variante del gioco europeo in Canada. Questa variante del gioco arrivò a Berkeley (California) nel 1988 dopo aver attraversato tutta la "west coast" e varcò il Pacifico fino in Giappone. Nel 2005, i rappresentanti di 9 nazioni si incontrarono a Coimbra, Portogallo e, nel 2006, ad Atlanta, per formare e organizzare la Federazione Internazionale delle Associazioni di Calcio in Carrozzina - Federation Internationale de Powerchair Football Associations (FIPFA).

## Regole
Il gioco ha luogo su di un classico campo da basket delimitato per l'occasione da nastro adesivo come da regolamento.
Ogni squadra schiera quattro giocatori in campo, incluso il portiere; una partita è composta da due tempi di 20 minuti. A causa dell'aspetto bi-dimensionale del gioco (gli atleti solitamente non riescono a calciare in aria il pallone), è necessario creare uno spazio artificiale intorno ai giocatori. Le due nette differenze con il gioco del calcio tradizionale sono:
* Regola del due contro uno (2 vs 1)
Solo un giocatore e un suo avversario possono restare entro 3 metri dalla palla quando questa è in gioco; se un terzo giocatore si avvicina a meno di 3 metri, l'arbitro può fischiare l'infrazione e assegnare un calcio di punizione. Questo forza le due squadre ad allargarsi sul campo, prevenendo qualsiasi intasamento del gioco, rendendolo viceversa molto fluido e scorrevole. L'unica eccezione alla regola si ha quando il terzo giocatore vicino alla palla è il portiere dentro la propria area.
* Regola dei tre in area
La squadra in difesa può lasciare solo due giocatori nella propria area. Se un terzo difensore entra in area l'arbitro può fermare il gioco e assegnare un calcio di punizione alla squadra avversaria.
Con entrambe le regole l'arbitro può evitare di fischiare l'infrazione qualora il giocatore in fallo non stia condizionando l'azione (concetto simile alla regola del fuorigioco nel calcio tradizionale).
Speronare intenzionalmente o colpire un altro giocatore può comportare un calcio di rigore a favore degli avversari.
Dato che molti atleti non hanno la forza necessaria per la rimessa con le mani, quando la palla oltrepassa la linea laterale viene rimessa in gioco calciata, e quindi già dalla rimessa laterale è possibile tirare direttamente in porta e segnare.
Ai giocatori è richiesto di utilizzare una carrozzina con quattro o più ruote; la massima velocità consentita durante il match è 10 km/h, e gli arbitri controllano la velocità di tutti i partecipanti prima che inizi la partita. Sono inoltre richieste una cintura di sicurezza intorno alla vita e una griglia di protezione intorno ai piedi. La palla è più grande di un normale pallone regolamentare da calcio, può misurare fino a 33 cm di diametro.
| Nome              | Informazione | In caso di non rispetto della regola                                                                                             |
| ----------------- | --- | --- |
| 2 in 1            | Solo a due giocatori (uno per squadra) è consentito stare nel raggio di tre metri dalla palla quando è in gioco. | L'arbitro può assegnare un calcio di punizione indiretto.                                                                        |
| 3 nella metà area | La squadra di difesa può avere solo due giocatori nella loro metà campo                                          | Se un terzo giocatore entra nell'area, l'arbitro può fermare il gioco e assegnare un calcio di punizione alla squadra avversaria |

## FIPFA
La FIPFA (Fédération Internationale de Powerchair Football Association) è stata istituita nel 2006 per supervisionare i campionati e i tornei internazionali.
La sua sede è a Parigi, in Francia.

## Campionato mondiale
Il primo campionato del mondo di calcio su carrozzina si è tenuto a Tokyo nel 2007; la finale è stata disputata il 13 ottobre e ha visto gli Stati Uniti battere la Francia ai rigori. La seconda edizione si è disputata a Parigi nel novembre 2011 e la squadra statunitense si è riconfermata campione del mondo superando in finale l'Inghilterra. La terza edizione si è disputata nel 2017 in Florida, e la Francia si è laureata campione, battendo gli Stati Uniti in finale per 4-2.